# Elafonisi
Elafonisi/Elafonissi  este un oraș în Grecia în Prefectura Laconia.
Însă Elafonissi este si cea mai frumoasa plaja catalogata din sud-vestul insulei Creta (prefectura Chania), Grecia. Apa transparenta, de un albastru purpuriu te încântă alaturi imaginea muntilor inalti care starbat coasta sud-vestică a insulei.